# 2023년 요하네스버그 건물 화재
2023년 요하네스버그 빌딩 화재(2023 Johannesburg building fire)는 2023년 8월 31일 SAST 기준으로 새벽 1시 30분께 남아프리카 공화국 요하네스버그의 한 빌딩에서 화재가 발생, 77명이 숨지고 88명의 중화상을 발생시키는 화재 사고이다. 남아프리카 공화국의 역사상 최악의 화재 관련 사건 중의 하나이다.

## 같이 보기
- 2023년 하노이 건물 화재